# Xosé María Díaz Castro
Xosé María Díaz Castro, nascido em Guitiriz (Galiza) em 19 de fevereiro de 1914 e falecido em Lugo em 2 de outubro de 1990, foi um poeta e tradutor galego. Foi decidido dedicar o Dia das Letras Galegas do ano 2014 a este escritor.

## Obra
- Nimbos, 1961, Editorial Galaxia, Vigo, 74 p., ISBN 978-84-7154-075-1.[2]